# Essen (Adelsgeschlecht, Zellie)

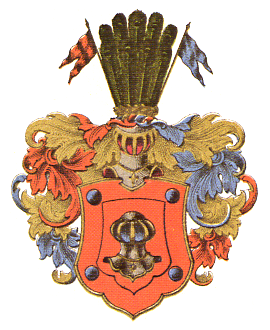
Stammwappen derer von Essen (1663)

Essen ist der Name eines deutsch-baltischen Adelsgeschlechts, das auch nach Schweden und Finnland ausbreitete.
Die hier behandelte Familie ist zu unterscheiden von mehreren anderen wappenverschiedenen, nichtverwandten Adelsgeschlechtern von Essen.

## Geschichte
Das hier behandelte Geschlecht kam ursprünglich aus Westfalen aus dem Hause Essenberg. 1502 kam es mit Jürgen von Essen, verheiratet mit Margareta Yxkull, von Livland auf die Insel Oesel. Sein Sohn Johann von Essen, verheiratet mit Margareta von Löwen aus dem Haus Orhell, war bereits in Zellie (Sellie) im Kirchspiel Mustel ansässig. Die Eheleute hatten einen Sohn namens Dietrich (Didrik), der wiederum seinen Sohn ebenfalls Dietrich nannte. Dietrich der Ältere von Essen, der am 3. Oktober 1572 von Herzog Magnus mit Zellie belehnt wurde, war mit Anna Wolffeldt aus dem Haus Ryffer verheiratet, Dietrich der Jüngere von Essen mit Anna Lepsch, Tochter von Fromhold Lepsch aus dem Haus Newe und Sofia von Vietinghoff. Letzterer (Dietrich Dietrichsson von Essen) erbte Zellie, das 1605 in seinem Besitz war. Ferner hatte er Besitz in Bauskischen. Die Eheleute Essen-Lepsch hatten zwei Kinder:
- Johann von Essen (1611–1661): 1635 war Johann Hofjunker für König Wladislaw in Polen. 1640 heiratete er Engel Hedwig von Mörner, Tochter von Anton Mörner und Maria Fransdotter von Schapelow. Die Ehefrau brachte die neumärkischen Güter Clossow und Zellin (beide Kreis Königsberg) in die Familie. Im Jahr der Heirat wurde Johann von Essen Kommandant des Schlosses Lieben in Schlesien, dann 1648 Oberst des Österling-Regiments und 1653 Oberst des Närkes- und Värmland-Regiments. Es folgten Positionen 1656 als Kommandant des Schlosses Kristober in Polen und 1658 als Kommandant von Malmö. 1659 wurde er Generalmajor der Infanterie. 1661 verstarb er in Clossow. Die Eheleute Essen-Mörner hatten einen Sohn namens Alexander Otto von Essen, der Kapitänleutnant im Närkes- und Värmland-Regiment, dem ehemaligen Regiment des Vaters, war. Alexander Otto heiratete 1661 Cecilia Hising, Tochter des Bürgermeisters von Norrköping, Olof Carlsson Hising, und der Margareta Crusebjörn, und hatte einen Sohn namens Benjamin von Essen (1664–1700), der den Verletzungen erlag, die er sich in der Schlacht bei Narva zugezogen hatte. Benjamin war mit Helena Brovallia verheiratet, Tochter des Vikars der Pfarrei Gagnef, Erik Browallius, und dessen zweiter Frau, Brita Eriksdotter. Gustav Johann von Essen (1700–1774), Sohn der Eheleute Essen-Brovallia, wurde am 21. November 1751 in Schweden naturalisiert. Er nahm ein anderes Wappen als seine Verwandten an (In Silber ein Spangenhelm; siehe unten). 1760 wurde er Oberst der Kavallerie. Mit seinem Tod starb diese Linie der Familie 1774 aus.[1][2][3]
- Dietrich von Essen (1620–1678): Er wurde auf Zellie geboren, war 1657 schwedischer Oberstleutnant beim Infanterieregiment des Kreises Tavastehus und 1659 Kommandant des Schlosses Bauske in Kurland. Dietrich war verheiratet mit Anna von Poll. In Anerkennung seines aus Westfalen nach Oesel gekommenen adeligen Geschlechts erhielt Dietrich von Essen am 17. November 1663 die schwedische Naturalisation und 1664 die Introduktion unter Nr. 723. Am 14. Mai 1674 wurde er Oberst im Infanterieregiment des Kreises Tavastehus. Er starb in Reval auf einem Marsch nach Preußen und wurde in der Kirche von Hollola in Finnland begraben.[1][3] Die weiteren Nachkommen stammen von diesem Dietrich von Essen.

1699 war Gut Zellie im nominellen Besitz von Capitain Heinrich Johann von Essen. 1730 besaß das Gut ein Enkel des o. g. Dietrich von Essen, Oberstleutnant Georg Dietrich von Essen (1689–1759), der es 1737 verkaufte. Er war am 15. Dezember 1734 Oberst und Kommandant des Schlosses Kalmar und wurde 1755 zum Generalmajor befördert. Von seinen zahlreichen Kindern sind zu erwähnen:
- Alexander Magnus von Essen (1720–1787), der Oberstleutnant im Nyland- und im Sensenregiment war. 1777 trat er mit dem Charakter eines Obersts zurück.
- Niklas Dietrich von Essen (1724–1801, unverheiratet), der 1773 Hauptmann der Artillerie in Stockholm, 1777 Major und 1783 Oberstleutnant war. 1783 war er Oberst und Brigadekommandeur in Finnland, 1874 Kommandant in Sveaborg und 1790 Oberst für des Regiment des Kreises Turku. 1795 wurde er zum Generalleutnant befördert.
- Georg Johann von Essen (1725–1769), der Bürgermeister Malmö 1763–1768 und Oberstleutnant war.
- Anton Casper von Essen (1738–1810), der Major der Armee und Chefadjutant des Königs war.

Zur Familie gehört auch der kaiserlich-russische Generalleutnant und Andreasordensritter Christopher von Essen († um 1780).
1818 erfolgte für folgende Personen die Introduktion zur finnischen Ritterschaft unter der Nr. 58:
- Gustav Johann von Essen (1735–1823), Sohn von Carl Reinhold von Essen (1705–1789),
- Georg Reinhold von Essen (1783–1866), Sohn des Carl Reinhold von Essen (1734–1809),
- Otto Magnus von Essen (1757–1858), Sohn von Otto Reinhold von Essen (1736–1777),
- Odert Reinhold von Essen (1755–1837), Sohn von Carl Magnus von Essen (1709–1784)
- Adolf Henrik von Essen (1759–1825), Sohn von Carl Magnus von Essen (1709–1784).

## Persönlichkeiten

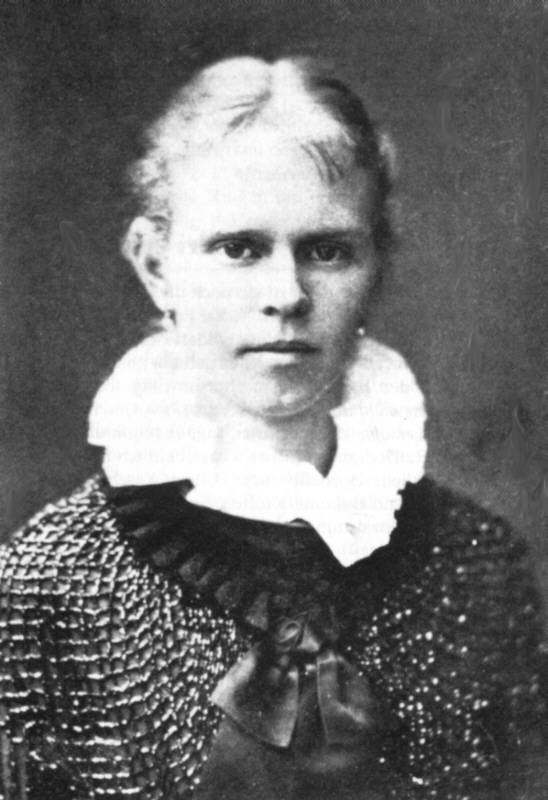
Siri von Essen (1850–1912)

- Johann von Essen (1611–1661), schwedischer Generalmajor der Infanterie
- Georg Dietrich von Essen (1689–1759), schwedischer Generalmajor der Infanterie
- Christopher von Essen († um 1780), russischer Generalleutnant
- Niklas Dietrich von Essen (1724–1801), schwedisch-finnischer Generalleutnant
- Georg Johann von Essen (1725–1769), 1763–1768 Bürgermeister Malmö
- Siri von Essen (1850–1912), finnischschwedische Schauspielerin

## Wappen
- Blasonierung des Wappens von 1663: In Rot ein vorwärtsgekehrter schwarzer Spangenhelm, begleitet von vier (2:2) blauen Kugeln. Auf dem rot-blau-golden bewulsteten Helm sechs (3:3) natürliche Pfauenfedern zwischen einer roten und einer blauen Fahne. Die Helmdecken sind rot-blau-golden.
- Blasonierung des Wappens von 1751: In Silber ein vorwärtsgekehrter Spangenhelm. Auf dem blau-rot-golden bewulsteten Helm sechs (3:3) natürliche Pfauenfedern. Die Helmdecken sind blau-rot-golden.[2]

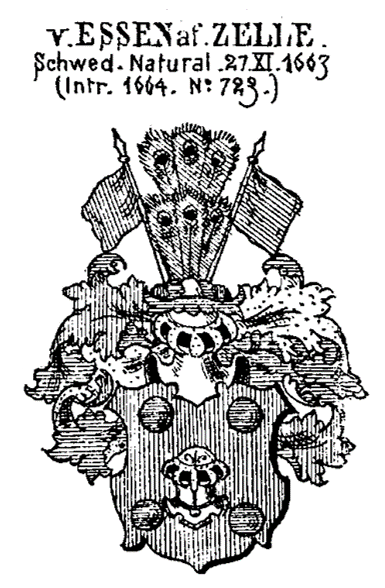
Wappen derer von Essen bei Johann Siebmacher